# Lou Singletary Bedford
Lou Singletary Bedford (pseudônimo, Lenora; Feliciana, 7 de abril de 1837 – ?) foi uma autora e editora americana. Seus poemas foram publicados quando ela tinha dezesseis anos usando um pseudônimo até se casar. Mais tarde, ela escreveu músicas. Bedford contribuiu com periódicos publicados em muitos estados da Região Sul dos Estados Unidos. Em El Paso, no Texas, ela ocupou o cargo de editora social e literária do El Paso, intitulado Sunday Morning Tribune.

## Primeiros anos e educação
Lou Singletary nasceu em Feliciana, comunidade de Kentucky, em 7 de abril de 1837. Ela veio de uma família bem sucedida. Seu pai, Luther Singletary, era descendente de ingleses e natural de Massachusetts, nascido em 1796. Ele foi alfabetizado em Boston. Sua mãe, Elizabeth Hamilton Stell, nasceu em 1802, no condado de Dinwiddie, Virgínia. Bedford foi o quinto filho e terceira filha. Seu bisavô foi Amos Singletary.
O pai de Bedford era professor e ela frequentou a escola dele a partir dos seis anos de idade. Ela não tinha nenhum amor especial por livros, exceto por leitura, ortografia e gramática, mas sua ambição a manteve à frente da maioria de suas aulas. Quase toda a sua educação foi recebida sob a instrução de seu pai em uma escola do campo, embora ela tenha completado seu curso no Santuuário Feminino de Mount Hermon.
Ela escreveu "My Childhood's Home" aos 15 anos, e aparece em sua primeira coleção de poemas.

## Carreira
Adotando o pseudônimo de "Lenora", ela contribuiu para periódicos e, com base nesse sucesso, ela escreveu de forma mais ambiciosa.
Em 1857, casou-se com um amigo, John Joseph Bedford, que era descendente de Gunning Bedford Jr. e que assinou a Constituição dos Estados Unidos. Havia seis filhos, dos três filhos vivos, dois casados. O outro mudou-se para El Paso e ajudou a alfabetizar a filha mais nova.
No pânico financeiro de 1857, suas fortunas foram tão prejudicadas que ela parou de escrever até o final da Guerra Civil. Em 1878, ela acompanhou o marido até a Flórida, onde ele foi por motivos de saúde. Lá ela começou seu trabalho literário enquanto morava em Bay Cottage, Milton, Flórida. Seu marido era editor e proprietário do The Milton Standard, e ela era responsável pelo departamento literário. Ela, eventualmente, escreveu sobre seu próprio nome.
Em 1881, ela concluiu A Vision and Other Poems. Foi publicado por Robert Clark & Company, (Cincinnati) e uma editora de Londres. Este volume teve reconhecimento. Paul H. Hayne falou, calorosamente, a seu favor. Oliver Wendell Holmes, escrevendo para a Sra. Bedford, após uma revisão dos poemas, diz: "Reconheço em seus poemas um sentimento humano sincero - um personagem que sempre recomenda qualquer esforço poético". Longfellow, em meio aos elogios do mundo, encontrou tempo para escrever uma carta de encorajamento e votos de felicidades, e uma multidão de outros, críticos e autores competentes, não foram insensíveis aos méritos da obra.[carece de fontes?]
O Courier-Journal, de Louisville, do qual Bedford foi uma colaboradora frequente, falando desse trabalho, afirmou: “Sra. Lou S. Bedford é muito comparada com Felicia Hemans; e permita-me sugerir que seu nome seja inscrito no topo mais alto de honra e valor quanto o de Paul H. Hayne. Há o doce encanto da dignidade, decoro e moralidade; sim, ainda mais, do cristianismo, respirando de suas linhas. Há beleza e variedade, como ela pinta a partir de alguma imagem diante de seu olho mental; e verdade, como ela combina alguma paixão interna de pensamento nobre com as mais belas imagens e linguagem seleta. Como a Sra. Hemans, um tom de bondade não forçada e persuasiva, permeia sua poesia; e embora, muitas vezes triste, nunca se queixa. Que ela é uma mulher de grande coração, feminina, a cujos ouvidos as palavras, lar, marido, filhos e amigos, são termos da mais doce importância, ninguém pode duvidar de quem tem a sorte de possuir uma cópia de seus elegantes poemas, chamados A Vision and Other Poems. The Vision, é uma homenagem a Região Norte dos Estados por sua magnanimidade e bela caridade ao Sul em 1878, quando a febre amarela havia desolado e despovoado tantas cidades e casas. As manifestações de uma poderosa simpatia ditaram este poema; enquanto o incenso perfumado da gratidão de uma nação respira e queima através da inspiração da caneta desta mulher. E que possamos nos orgulhar e nos alegrar com seu sucesso; pois, embora classificada entre as poetas do Sul, 'essa rainha de olhos estrelados e cabelos noturnos' da canção do sul é nativa de nosso grande e velho Kentucky; e apenas alguns anos atrás, procurou um lar sob céus mais ensolarados."
Gathered Leaves (Dallas), outro volume, apareceu em 1888. Quando a livro dela Gathered Leaves foi lançado, recebeu muitos avisos elogiando o mérito poético da obra, isto é, aparecendo em vários periódicos e falando sempre dela como "nossa talentosa Poetisa do Texas". Merecidamente popular, conquistou seus admiradores sinceros onde quer que fosse lido.
Em 1893, ela publicou Driftwood and Driftings. Em seu prefácio, ela declarou: “Dizem que os prefácios estão desatualizados; no entanto, sou suficientemente antiquada para acreditar que uma palavra de explicação é, muitas vezes, necessária para trazer o leitor e o escritor à simpatia um pelo outro. Até agora, limitei minhas publicações à poesia; mas nesta coleção miscelânea, intercalei prosa com poemas recém-escritos, junto com outros não contemplados nos volumes anteriores. Reuni também os contos e outros vestígios literários de minha filha, a Sra. May Bedford-Eagan, e os incluiu neste trabalho. Se a morte não tivesse intervindo, ela pretendia publicá-los sob o título aqui usado — Driftings. Nesse caso, o meu teria se chamado Miscellaneous Pencilings — um título sob o qual contribuí muito para a imprensa. Eu escolhi Driftwood e Driftings, pois se trata de uma combinação mais eufônica do que os outros nomes teriam sido. Sem dúvida, seu trabalho teria sido mais desenvolvido se ela tivesse vivido para revisá-lo; mas para mim é sagrado como é — fiz poucas mudanças."
Em 1909, Bedford publicou um romance poético chamado Forrest Dayre.

## Vida pessoal
Da Flórida, o casal se mudou para Dallas, Texas. Por um tempo, ela morou na cidade de Nova Iorque, mas ela decretou Dallas como sua casa e desejava ser identificada com o estado do Texas.